# New Hartley
New Hartley är en by i Northumberland i England. Byn ligger 39,5 km från Alnwick. Orten har 1 691 invånare (2001).